# Neuwerk

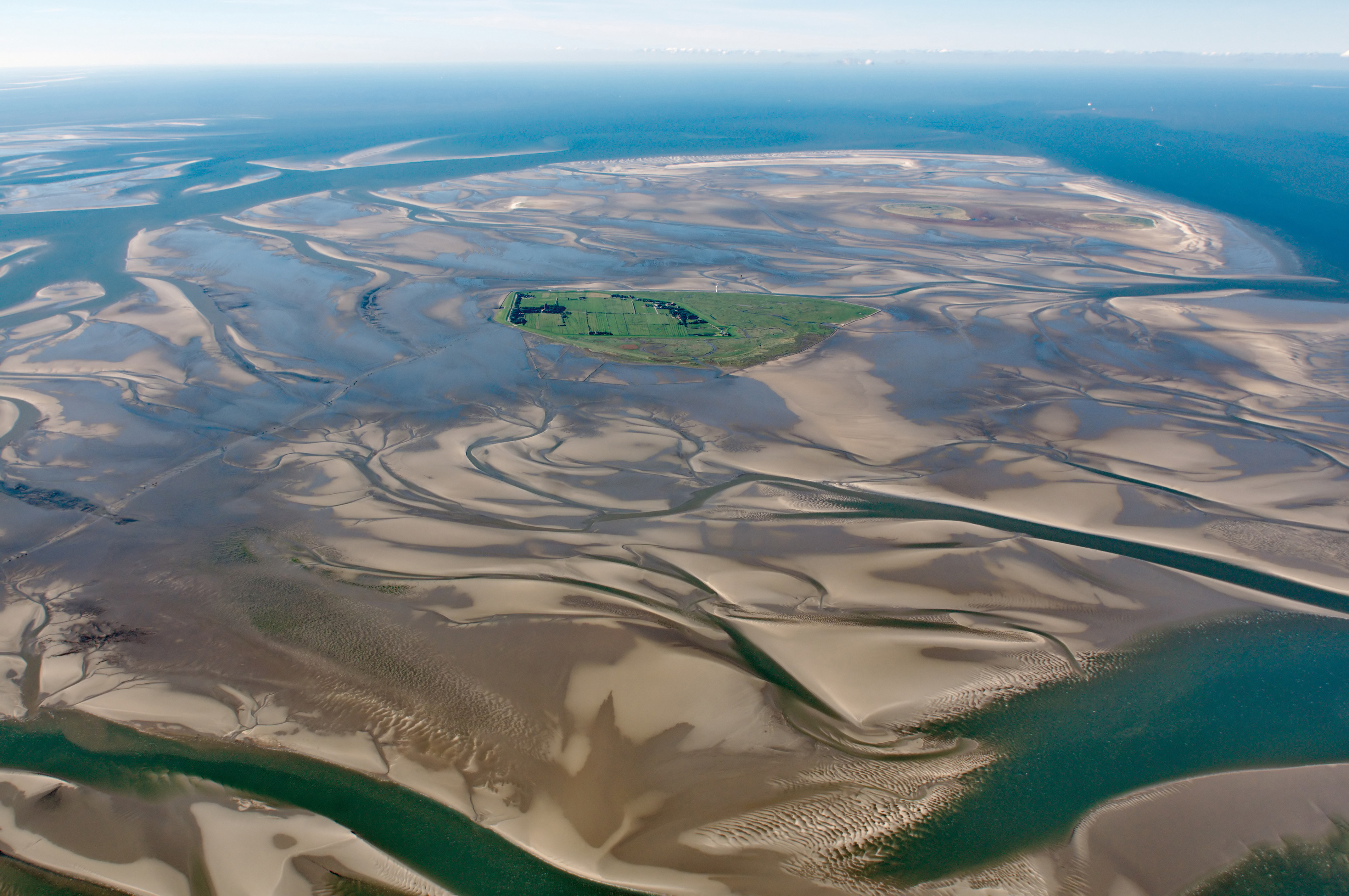
Neuwerk

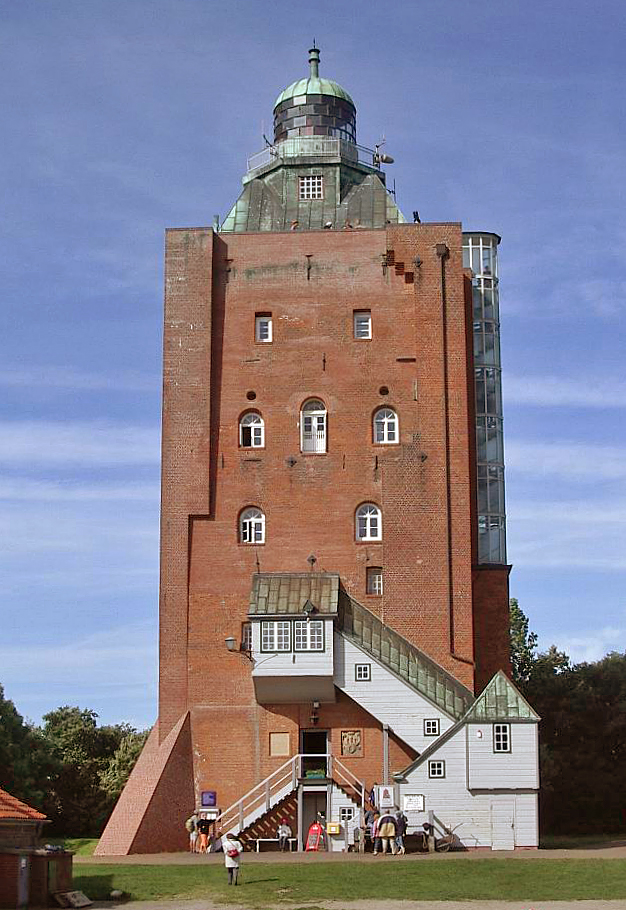
Fyrtornet på Neuwerk

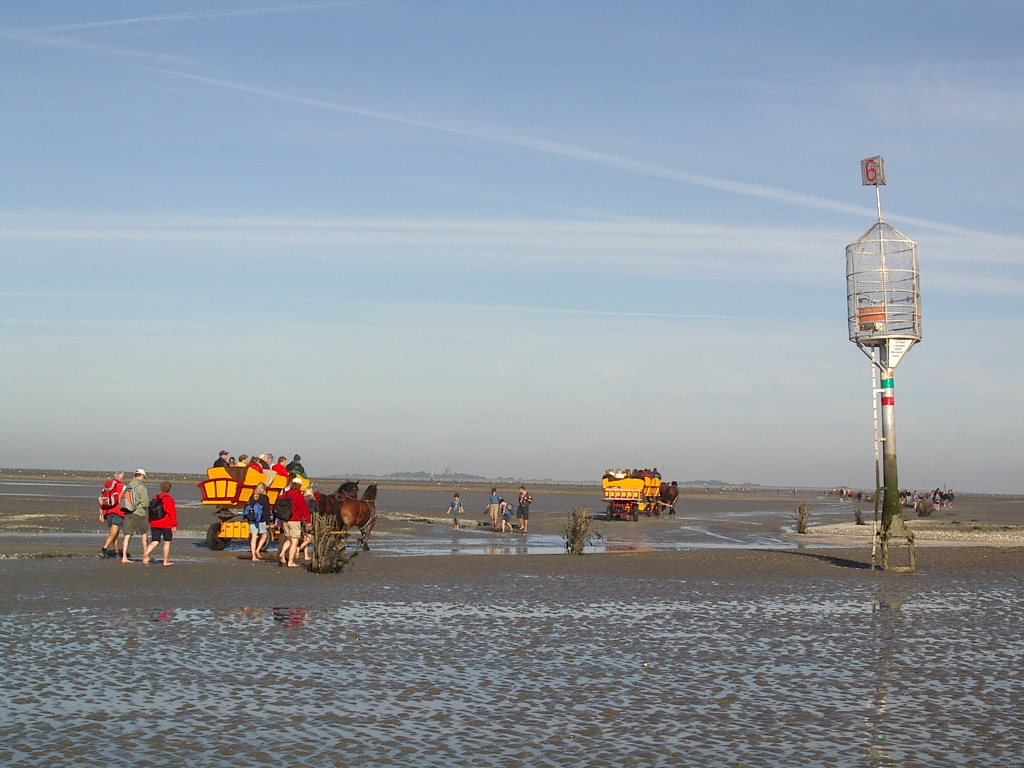
Hästvagn på vägen till Neuwerk, till höger en räddningsstation

Neuwerk är en tysk ö i Elbeflodens mynning. Den tillhör staden Hamburg och ingår i stadsdelen Neuwerk, men ligger cirka 14 km nordväst om Cuxhaven, som ligger i förbundslandet Niedersachsen. Staden Hamburg ligger däremot cirka 100 km sydöst om ön. Ön är ungefär tre kvadratkilometer stor och den högsta punkten ligger 7 meter över havet. Några kilometer nordväst om Neuwerk finns de obebodda öarna Nigehörn och Scharhörn. Neuwerk är omgiven av nationalparken Hamburgisches Wattenmeer.
Vid lågvatten har Neuwerk landförbindelse till Cuxhaven och nås av besökare till fots eller med hästvagn (Wattwagen). Vid högvatten trafikeras sträckan med båtar. Vandringsvägen är markerad med käppar och ändras kontinuerligen på grund av havsbottens förändringar. Vandringen är uppskattad till 2,5 timmar men för personer som överraskas av floden finns räddningsställen med jämna mellanrum.

## Historia
Neuwerk hör redan sedan 700 år till Hamburg (bara under vissa tider hade ön andra ägare). 1299 byggdes ett 35 meter högt torn på ön och mellan 1367 och 1369 skapades en fästning. Sedan 1905 är Neuwerk huvudsakligen utflyktsplats och havsbad. 1937 föll ön till Preussen och sedan till Niedersachsen men 1969 blev ön åter en del av Hamburg. Samtidigt fanns planer för större hamnanläggningar på ön men dessa blev nedlagt på grund av finansiella brister och protester från miljöskyddsaktivister.

## Turism och sevärdheter
På ön bor cirka 40 personer som fram till 1970-talet var sysselsatt med jordbruk men idag finns nästan bara turism. Varje sommar besöks ön av cirka 120 000 personer som delvis bor i hotell och liknande lokaler.
Det gamla fyrtornet färdigställdes 1310 vad som gör den till Hamburgs äldsta byggnad. Ett annat hus hyser en utställning om nationalparken Hamburgisches Wattenmeer (Nationalparkshaus). På "kyrkogården av de namnlösa" (Friedhof der Namenlosen) begravdes tidigare alla offer av stormfloder som hamnade på öns strandlinje. Idag överförs förolyckande personer till fastlandet.
Ön besöks ofta av fågelskådare som har möjlighet att träffa på bläsand, prutgås, vitkindad gås, rödbena och andra vadarfåglar. Ibland hittas bärnsten under vandringar längs kustlinjen. På Neuwerk finns även en avelsstation för honungsbi.
Det finns flera hotell på ön, Hotell Nige hus, Hus achtern Diek och Das alte Fischerhaus.